# Vittorio Tamagnini
Vittorio Tamagnini (* 10. Februar 1910 in Civitavecchia; † 20. Januar 1981 ebenda) war ein italienischer Boxer. Er wurde 1928 Olympiasieger im Bantamgewicht. Als Berufsboxer wurde er Europameister im Leichtgewicht.

## Werdegang

### Karriere als Amateurboxer
Vittorio Tagagnini begann 1924 als Jugendlicher mit dem Boxen. Der in der Normalauslage (Linksauslage) kämpfende Sportler machte erstmals 1927 auf sich aufmerksam, als er als 17-Jähriger in Cagliari den damaligen italienischen Spitzenboxer im Bantamgewicht Caddeo II besiegte. 1928 wurde er in Mailand italienischer Meister im Bantamgewicht. Er wurde daraufhin zu den Olympischen Spielen in Amsterdam entsandt. Dort besiegte er im Bantamgewicht Fidel Ortíz aus Mexiko, Jack Garland aus Großbritannien, Frank Traynor aus Irland und John Daley aus den Vereinigten Staaten und wurde damit Olympiasieger. Dieses olympische Boxturnier war das einzige internationale Boxturnier, das er in seiner kurzen Amateurlaufbahn bestritt.

### Karriere als Berufsboxer
Am 3. Juni 1929 bestritt Vittorio Tamagnini in Bologna seinen ersten Profikampf. Er besiegte dabei im Federgewicht Pablo Blanco durch Techn. K. o. in der 2. Runde. Es folgte eine sehr erfolgreiche Karriere als Feder- bzw. Leichtgewichtler, in der er auch mehrmals zu Meisterehren kam. Am 12. November 1930 wurde er in Bologna italienischer Meister im Federgewicht mit einem Punktsieg über Luigi Quadrini. Am 10. Juni 1931 bekam er in Barcelona erstmals die Chance, Europameister im Federgewicht zu werden. Er verlor diesen Meisterschaftskampf aber gegen den Spanier Jose Girones nach Punkten.
Am 10. Juni 1932 gelang ihm in Mailand ein sensationeller Sieg, als er den amtierenden NBA-Weltmeister im Bantamgewicht Panama Al Brown in einem Nicht-Titelkampf über 10 Runden nach Punkten schlug. Am 23. März 1933 gelang ihm in Paris ein ähnlich bemerkenswerter Erfolg. Er besiegte den Ex-Weltmeister im Fliegengewicht Young Perez aus Frankreich nach Punkten. Diese Siege beeindruckten die damalige Box-Fachwelt sehr. Trotzdem gelang es seinem Management nicht, einen Weltmeisterschaftskampf für Vittorio Tamagnini zu erhalten. In der Revanche, die am 28. Juli 1933 in Tunis stattfand, siegte dann Young Perez über Vittorio Tamagnini knapp nach Punkten. Am 13. Januar 1934 verteidigte Vittorio Tamagnini in Rom mit einem Punktsieg nach 12 Runden über Otello Abbruciati seinen italienischen Meistertitel im Federgewicht. Am 26. März 1935 gelang es ihm aber in Paris wieder nicht Europameister im Federgewicht zu werden, da er gegen den Franzosen Maurice Holtzer nach 15 Runden nach Punkten verlor.
Am 10. Oktober 1936 konnte er in Rom mit einem Techn. K.-o.-Sieg in der 7. Runde über den Belgier Raymond Renard erstmals Europameister der Berufsboxer im Leichtgewicht werden. Diesen Titel verteidigte er am 8. Dezember 1936 in Paris mit einem Punktsieg über den Franzosen Gustave Humery und am 22. Januar 1937 in Berlin mit einem Punktsieg über Rudi Kretzschmar, Deutschland, erfolgreich. Am 22. April 1937 verlor er den Europameistertitel im Leichtgewicht in Paris durch eine Techn. K.-o.-Niederlage in der 11. Runde an Maurice Arnault aus Frankreich. In diesem Kampf war er zweimal am Boden.
1938 und 1939 boxte Vittorio Tamagnini noch dreimal um den italienischen Meistertitel im Leichtgewicht, konnte aber keinen dieser Kämpfe gewinnen.
Am 21. Dezember 1939 beendete er in Mailand seine Laufbahn als Profiboxer mit einem Techn. K.-o.-Sieg in der 6. Runde über Rene Gabes. Nach Beendigung des II. Weltkrieges, in der seine Heimatstadt Civitavecchia schwere Kriegsschäden davontrug, bestritt er am 23. September 1945 in Civitavecchia aber noch einen Kampf, in dem er seinen Landsmann Guerrino Cosmi nach Punkten besiegte. Er wollte mit diesem Kampf ein Zeichen für den Wiederaufbau der Stadt Civitavecchia setzen.
Insgesamt bestritt er als Berufsboxer 66 Kämpfe, von denen er 50 gewann. 10 Kämpfe verlor er und sechsmal endete der Kampf unentschieden.

#### Meisterschaftskämpfe als Profiboxer
| Jahr | Ort       | Meistertitel     | Gewichtsklasse | Ergebnis                                                                  |
| 1930 | Bologna   | von Italien      | Feder          | Punktsieg nach 15 Runden über Luigi Quadrini                              |
| 1931 | Barcelona | von Europa (EBU) | Feder          | Niederlage gegen Jose Girones, Spanien                                    |
| 1934 | Rom       | von Italien      | Feder          | Punktsieg nach 12 Runden über Otello Abbruciati                           |
| 1935 | Paris     | von Europa (EBU) | Feder          | Punktniederlage nah 15 Runden gegen Maurice Holtzer, Frankreich           |
| 1936 | Parma     | von Italien      | Feder          | Punktsieg nach 12 Runden über Vince Dell’Orto                             |
| 1936 | Rom       | von Europa (EBU) | Leicht         | Techn. K.O.-Sieg in der 7. Runde über Raymond Renard, Belgien             |
| 1936 | Paris     | von Europa (EBU) | Leicht         | Abbruchsieg in der 5. Runde über Gustave Humery, Frankreich               |
| 1937 | Berlin    | von Europa (EBU) | Leicht         | Punktsieg nach 15 Runden über Rudi Kretzschmar, Deutschland               |
| 1937 | Paris     | von Europa (EBU) | Leicht         | Techn. K.O.-Niederlage in der 11. Runde gegen Maurice Arnault, Frankreich |
| 1938 | Rom       | von Italien      | Leicht         | Punktniederlage nach 12 Runden gegen Otello Abbruciati                    |
| 1938 | Ancona    | von Italien      | Leicht         | Punktniederlage nach 12 Runden gegen Gino Giacomelli                      |
| 1939 | Perugia   | von Italien      | Leicht         | Punktniederlage nach 12 Runden gegen Giuseppe Palermo                     |

Erläuterungen
- Bantamgewicht, Gewichtsklasse bis 54 kg Körpergewicht (Amateurbereich)
- EBU = Europäische Box-Union
- NBA = National Boxing-Association